# 1873 dans le catholicisme
Chronologie du catholicisme
- 1869
- 1870
- 1871
- 1872
- 1873
- 1874
- 1875
- 1876
- 1877

Cet article présente les faits marquants de l'année 1873 dans le catholicisme.

## Évènements
- 6 janvier : Encyclique Quartus supra de Pie IX sur les Églises orientales
- 24 juillet : l'édification de la Basilique du Sacré-Cœur de Montmartre est déclarée d'utilité publique par l'Assemblée Nationale française.
- 21 novembre : Encyclique Etsi Multa de Pie IX contre les sociétés secrètes
- 22 décembre : Création de 12 cardinaux par le pape Pie IX
- 27 décembre : Encyclique In magnis illis de Pie IX sur les persécutions dont étaient victimes les États pontificaux

## Naissances

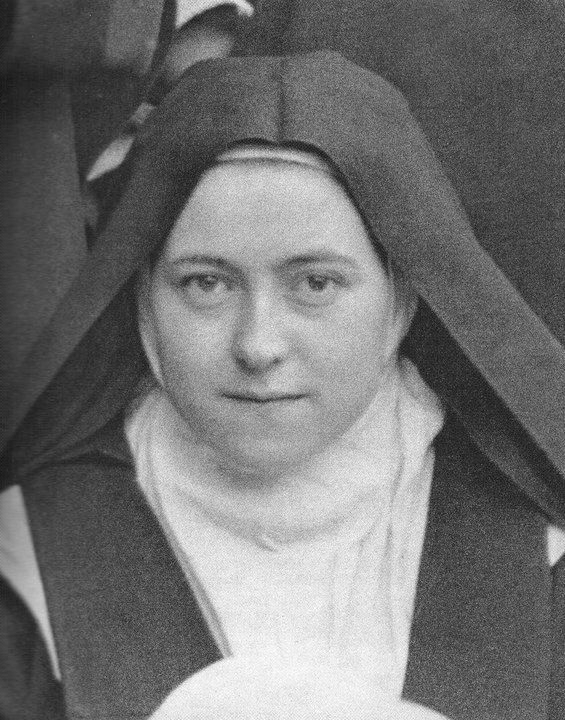
Ste Thérèse de Lisieux

- 2 janvier : Sainte Thérèse de Lisieux, religieuse carmélite française, patronne des missions, Docteur de l'Église († 30 septembre 1897)
- 3 janvier : Anatole Ghestin, prêtre jésuite et missionnaire français en Chine († 28 janvier 1961)
- 4 janvier : Johannes Hehn, prêtre allemand, théologien († 9 mai 1932)
- 14 janvier : Thomas Kurialacherry, évêque indien de l'Église catholique syro-malabare, vénérable († 2 juin 1925)
- 21 janvier : Jean de Mayol de Lupé, prêtre et collaborateur français, aumônier de la Division SS Charlemagne († 28 juin 1955)
- 3 février : Ernest-Bernard Allo, religieux dominicain et théologien français († 19 janvier 1945)
- 4 février : Makarios Saba, prélat syrien, archevêque d'Alep des melkites († 28 juillet 1943)
- 9 février : Placide de Meester, moine bénédictin belge spécialiste de la liturgie byzantine († 28 novembre 1950)
- 14 mars : Giovanni Jacono, prélat italien, évêque de Caltanissetta, vénérable († 26 mai 1957)
- 23 mars : James Coyle, prêtre irlandais aux États-Unis assassiné par le Ku Klux Klan († 11 août 1921)
- 3 avril : Marc Sangnier, journaliste et homme politique français, promoteur du catholicisme social († 28 mai 1950)
- 6 avril : Jean Camille Costes, prélat français, évêque d'Angers († 14 septembre 1950)
- 17 avril : Emmanuel Coste, prélat français, archevêque d'Aix-en-Provence († 18 janvier 1934)
- 6 mai : Wilhelm Banholzer, religieux lasallien allemand, missionnaire au Soudan († 21 février 1914)
- 8 mai : Théophile Hénusse, prêtre jésuite belge, prédicateur et aumônier militaire († 20 décembre 1967)
- 11 mai : 
  - Émile Hoffet, prêtre français de la Congrégation des missionnaires oblats de Marie-Immaculée, paléographe († 3 mars 1946)
  - Paul Renaudin, journaliste et écrivain français fondateur de la revue Le Sillon († 19 février 1964)
- 23 mai : Jean-Marie Pivault, missionnaire spiritain, fondateur des Annales catholiques († 30 avril 1952)
- 5 juin : Saint Louis Versiglia, prélat salésien et missionnaire italien, vicaire apostolique de Shiu Chow, martyr († 25 février 1930)
- 8 juin : Franz Justus Rarkowski, prélat allemand, évêque aux Armées allemandes († 5 février 1950)
- 4 juillet : 
  - Henri-Édouard Dutoit, prélat français, évêque d'Arras († 17 avril 1953)
  - Bienheureux Teofilius Matulionis, prélat lituanien, archevêque-évêque de Kaišiadorys, martyr du régime soviétique († 20 août 1962)
- 7 juillet : Alexandre Chabanon, prélat et missionnaire français, vicaire apostolique de Hué et évêque titulaire de Bitylie (de) († 4 juin 1936)
- 11 juillet : Louis Pinck, prêtre, folkloristes et collecteur français de chants traditionnels de la Lorraine allemande († 8 décembre 1940)
- 4 août : Lambert Beauduin, moine bénédictin belge († 11 janvier 1960)
- 30 août : Saint Céside Giacomantonio, missionnaire franciscain italien, martyr en Chine († 4 juillet 1900)
- 1er septembre : John William Campling (de), prélat et missionnaire britannique, vicaire apostolique de Tororo et évêque titulaire de Comana Pontica (de) († 23 septembre 1961)
- 24 septembre : 
  - Paul Rémond, prélat français, évêque de Nice, Juste parmi les nations († 24 avril 1963)
  - Charles Ruch, prélat français, évêque de Strasbourg († 30 août 1945)
- 5 octobre : Ernest Hauger, prélat et missionnaire français, vicaire apostolique de la Côte de l'Or et évêque titulaire de Clazomènes (de) († 12 octobre 1948)
- 8 octobre : 
  - Hugh Boyle, prélat américain, évêque de Pittsburgh († 22 décembre 1950)
  - Saint Jean Calabria, prêtre italien, fondateur des Pauvres serviteurs et des Pauvres servantes de la Divine Providence († 4 décembre 1954)
- 11 octobre : Jules Moury, prélat et missionnaire français, premier vicaire apostolique de la Côte d'Ivoire et évêque titulaire d'Ariassus (de) († 29 mars 1935)
- 12 octobre : Federico Tedeschini, cardinal italien de la Curie († 2 novembre 1959)
- 13 octobre : Frans Schraven (en), légat néerlandais, vicaire apostolique du Chi-Li du Sud-Ouest (de) et évêque titulaire d'Amyclées (de) (° 9 octobre 1937)
- 15 octobre : Serafina Gregoris, religieuse et vénérable italienne († 30 janvier 1935)
- 28 octobre : Étienne-Joseph Hurault, prélat français, évêque de Nancy († 7 avril 1934)
- 30 octobre : José Alfonso Belloso y Sánchez, prélat salvadorien, archevêque de San Salvador († 9 août 1938)
- 14 novembre : Carlos María Javier de la Torre, premier cardinal équatorien, archevêque de Quito († 21 juillet 1968)
- 13 décembre : Cesare Orsenigo, prélat italien, diplomate du Saint-Siège et archevêque titulaire de Ptomélaïs-en-Libye (de) († 1er avril 1946)
- 20 décembre : Paul Halflants, prêtre, enseignant, critique littéraire et essayiste belge († 8 mai 1945)
- 25 décembre : Bienheureux Vladimir Ghika, prêtre et martyr roumain du communisme († 16 mai 1954)

## Décès
- 12 janvier : Jean Merlini, religieux et vénérable italien (° 28 août 1795)
- 20 janvier : Bienheureux Basile Moreau, prêtre français, fondateur des Marianites de Sainte-Croix (° 11 février 1799)
- 22 février : Peter Dajnko, prêtre et linguiste slovène (° 23 avril 1787)
- 28 février : Georges Chalandon, prélat français, archevêque d'Aix-en-Provence (° 15 février 1804)
- 10 mars : Charles-Honoré Laverdière, prêtre et historien canadien (° 23 octobre 1826)
- 17 mars : Bienheureuse Barbara Maix, religieuse autrichienne, fondatrice des Sœurs du Cœur Immaculé de Marie de Porto Alegre (° 27 juin 1818)
- 18 mars : Théodore Combalot, prêtre et orateur français (° 21 août 1797)
- 1er avril : Jacques-Antoine-Claude-Marie Boudinet, prélat français, évêque d'Amiens (° 30 août 1806)
- 12 avril : Prosper Faivre, aumônier militaire français (° 23 septembre 1809)
- 14 avril : Miguel García Cuesta, cardinal espagnol, archevêque de Saint-Jacques-de-Compostelle (° 6 octobre 1803)
- 23 avril : Henry Wilberforce, prêtre anglican converti, défenseur des irlandais (° 22 septembre 1807)
- 28 avril :  Placide Guillermic, surnommé Tadig Kozh, prêtre breton (° 5 janvier 1788)
- 30 avril : Alexis Billiet, cardinal français, archevêque de Chambéry (° 28 février 1783)
- 23 mai : Pierre-Jean De Smet, prêtre jésuite belge, missionnaire auprès des Amérindiens (° 30 janvier 1801)
- 29 mai : Nicolas Deschamps, prêtre jésuite, prédicateur et enseignant français (° 12 décembre 1797)
- 28 juillet : Lucien Boullangier, prêtre français (° 4 octobre 1803)
- 2 août : Giuseppe Milesi Pironi Ferretti, cardinal italien de la Curie (° 9 mars 1817)
- 7 août : Théophile Marie Legrand de La Liraÿe, prêtre défroqué, missionnaire puis fonctionnaire colonial au Vietnam (° 25 juillet 1819)
- 10 août : Marie-Françoise Perroton, religieuse et missionnaire française (° 7 février 1796)
- 26 septembre : John Farrell, prélat et missionnaire irlandais, premier évêque de Hamilton (° 2 juin 1820)
- 30 octobre : Pierre-Augustin Faudet, prêtre et théologien français (° 29 juin 1798)
- 1er décembre :
  - Augustin De Backer, prêtre jésuite et bibliographe belge (° 18 juillet 1809)
  - Jean-Claude Miche, prélat et missionnaire français, vicaire apostolique du Cambodge et évêque titulaire de Dausara (de) (° 9 août 1805)
- 16 décembre : Léopold-René Leséleuc de Kerouara, prélat français, évêque d'Autun (° 30 juin 1814)